# Вест-Піттстон (Пенсільванія)
Вест-Піттстон (англ. West Pittston) — місто (англ. borough) в США, в окрузі Лузерн штату Пенсільванія. Населення — 4652 особи (2020).

## Географія
Вест-Піттстон розташований за координатами 41°19′46″ пн. ш. 75°48′0″ зх. д. / 41.32944° пн. ш. 75.80000° зх. д. (41.329561, -75.799966).  За даними Бюро перепису населення США в 2010 році місто мало площу 2,50 км², з яких 2,12 км² — суходіл та 0,38 км² — водойми.

## Демографія
Згідно з переписом 2010 року, у селищі мешкало 4868 осіб у 2196 домогосподарствах у складі 1277 родин. Густота населення становила 1946 осіб/км².  Було 2377 помешкань (950/км²).
Расовий склад населення:
| - 97,3 % — білих - 0,8 % — чорних або афроамериканців - 0,4 % — азіатів |

До двох чи більше рас належало 1,0 %. Частка іспаномовних становила 1,5 % від усіх жителів.
За віковим діапазоном населення розподілялося таким чином: 19,6 % — особи молодші 18 років, 59,3 % — особи у віці 18—64 років, 21,1 % — особи у віці 65 років та старші. Медіана віку мешканця становила 43,8 року. На 100 осіб жіночої статі у селищі припадало 88,2 чоловіків;  на 100 жінок у віці від 18 років та старших — 84,1 чоловіків також старших 18 років.
Середній дохід на одне домашнє господарство  становив 67 815 доларів США (медіана — 48 090), а середній дохід на одну сім'ю — 88 351 долар (медіана — 66 856). Медіана доходів становила 44 924 долари для чоловіків та 36 293 долари для жінок. За межею бідності перебувало 12,8 % осіб, у тому числі 29,9 % дітей у віці до 18 років та 7,4 % осіб у віці 65 років та старших.
Цивільне працевлаштоване населення становило 2348 осіб. Основні галузі зайнятості: освіта, охорона здоров'я та соціальна допомога — 27,0 %, виробництво — 14,8 %, мистецтво, розваги та відпочинок — 13,5 %.